# Collegio uninominale Lazio - 05 (2020)
Il collegio elettorale uninominale Lazio - 05 è un collegio elettorale uninominale della Repubblica Italiana per l'elezione del Senato della Repubblica.

## Territorio
Come previsto dalla legge n. 51 del 27 maggio 2019, il collegio è stato definito tramite decreto legislativo all'interno della circoscrizione Lazio.
È formato dal territorio di 82 comuni della città metropolitana di Roma capitale: Affile, Agosta, Albano Laziale, Anticoli Corrado, Anzio, Arcinazzo Romano, Ardea, Ariccia, Arsoli, Artena, Bellegra, Camerata Nuova, Canterano, Capranica Prenestina, Carpineto Romano, Casape, Castel Gandolfo, Castel Madama, Castel San Pietro Romano, Cave, Cerreto Laziale, Cervara di Roma, Ciciliano, Cineto Romano, Colleferro, Colonna, Fonte Nuova, Frascati, Gallicano nel Lazio, Gavignano, Genazzano, Genzano di Roma, Gerano, Gorga, Grottaferrata, Guidonia Montecelio, Jenne, Labico, Lanuvio, Lariano, Licenza, Mandela, Marano Equo, Marcellina, Marino, Mentana, Monte Compatri, Monte Porzio Catone, Montelanico, Nemi, Nettuno, Olevano Romano, Palestrina, Percile, Pisoniano, Poli, Pomezia, Riofreddo, Rocca Canterano, Rocca di Cave, Rocca di Papa, Rocca Priora, Rocca Santo Stefano, Roccagiovine, Roiate, Roviano, Sambuci, San Cesareo, San Gregorio da Sassola, San Polo dei Cavalieri, San Vito Romano, Saracinesco, Segni, Subiaco, Tivoli, Vallepietra, Vallinfreda, Valmontone, Velletri, Vicovaro, Vivaro Romano e Zagarolo.
Il collegio è parte del collegio plurinominale Lazio - 02.

## Eletti
| Elezione | Elezione | Deputato          | Partito           |
| -------- | -------- | ----------------- | ----------------- |
|          | 2022     | Marco Silvestroni | Fratelli d'Italia |

## Dati elettorali

### XIX legislatura
Come previsto dalla legge elettorale, 74 senatori sono eletti con sistema a maggioranza relativa in altrettanti collegi uninominali a turno unico.
| Candidati                                 | Candidati                   | Voti    | %     | Liste                                 | Voti    | %     |
| ----------------------------------------- | --------------------------- | ------- | ----- | ------------------------------------- | ------- | ----- |
|                                           | Marco Silvestroni ✔️ Eletto | 218 419 | 49,79 | Fratelli d'Italia                     | 149 971 | 34,19 |
| Forza Italia                              | Marco Silvestroni ✔️ Eletto | 218 419 | 49,79 | 32 246                                | 7,35    |       |
| Lega per Salvini Premier                  | Marco Silvestroni ✔️ Eletto | 218 419 | 49,79 | 29 095                                | 6,63    |       |
| Noi moderati/Lupi - Toti - Brugnaro - UDC | Marco Silvestroni ✔️ Eletto | 218 419 | 49,79 | 1 693                                 | 0,39    |       |
|                                           | Serena Gara                 | 97 197  | 22,16 | Partito Democratico-IDP               | 68 715  | 15,67 |
| Alleanza Verdi e Sinistra                 | Serena Gara                 | 97 197  | 22,16 | 12 276                                | 2,80    |       |
| +Europa                                   | Serena Gara                 | 97 197  | 22,16 | 10 543                                | 2,40    |       |
| Impegno Civico - Centro Democratico       | Serena Gara                 | 97 197  | 22,16 | 2 136                                 | 0,49    |       |
|                                           | Stefano Chirico             | 71 827  | 16,37 | Movimento 5 Stelle                    | 71 827  | 16,37 |
|                                           | Ileana Piazzoni             | 25 488  | 5,81  | Azione - Italia Viva - Calenda        | 25 488  | 5,81  |
|                                           | Monica Nobili               | 7 949   | 1,81  | Italexit                              | 7 949   | 1,81  |
|                                           | Marco Bizzoni               | 5 868   | 1,34  | Unione Popolare                       | 5 868   | 1,34  |
|                                           | Emanuele Dessì              | 5 410   | 1,23  | Italia Sovrana e Popolare             | 5 410   | 1,23  |
|                                           | Lucia Addario               | 3 352   | 0,76  | Partito Comunista Italiano            | 3 352   | 0,76  |
|                                           | Cristiano Fuduli            | 2 342   | 0,53  | Vita                                  | 2 342   | 0,53  |
|                                           | Paola Caldarelli            | 780     | 0,18  | Alternativa per l'Italia (PdF - Exit) | 780     | 0,18  |
| Totale                                    | Totale                      | 438 642 | 100   |                                       | 438 642 | 100   |
| Elettori                                  | Elettori                    | 722 705 |       |                                       |         |       |